# Luiz Inácio Lula da Silva
Luiz Inácio Lula da Silva (* 27. října 1945 Caetés) je brazilský politik, v letech 2003–2010 a znovu od ledna 2023 prezident Brazílie.

## Život
Narodil se ve velmi chudých poměrech ve vesnici Caetés v brazilském státě Pernambuco jako jedno ze sedmi dětí. Číst se naučil až v deseti letech a základní školu po čtyřech letech opustil, aby ve 12 letech začal pracovat jako pouliční prodavač a leštič bot, aby tak vypomáhal své rodině. V 19 letech přišel o levý malíček na ruce, když obsluhoval lis v továrně na výrobu automobilových součástek. Od té doby začal být aktivní v odborech.
V roce 1969 se oženil s Marií de Lurdes, která roku 1971 zemřela na hepatitidu, když byla těhotná. V roce 1974 měl dceru se sestřičkou Miriam Cordeiro, kterou si však nikdy nevzal. V témže roce se oženil se vdovou Marisou Letícií, jejíž manžel byl zavražděn při loupeži. S tou měl tři syny a také adoptoval syna Marisy z předchozího manželství. Marisa zemřela v roce 2017. V roce 2022 se jeho třetí manželkou stala socioložka Rosângela da Silva, která je o dvacet jedna let mladší.
V roce 1982 si ke svému oficiálnímu jménu přidal svou přezdívku Lula (hypokoristikon křestního jména Luiz, znamená také krakatice).

## Politika
V roce 1978 byl zvolen prezidentem ocelářských odborů ve městě São Bernardo do Campo, centru brazilského automobilového průmyslu. Během vojenské diktatury organizoval i několik stávek, měsíc strávil ve vězení, po protestech veřejnosti byl propuštěn. V roce 1980 spoluzakládal levicovou Partido dos Trabalhadores (česky Strana pracujících). V roce 1982 neúspěšně kandidoval na post guvernéra státu São Paulo.
V roce 1986 byl zvolen poslancem. Roku 1989, kdy byl prezident v Brazílii poprvé přímo volen, kandidoval a se ziskem 16,08% hlasů jako druhý postoupil do druhého kola, které prohrál (získal 44,23 % hlasů). Po skončení svého poslaneckého mandátu v roce 1990 již znovu na poslance nekandidoval. Znovu se stal prezidentským kandidátem v dalších volbách v roce 1994, kdy opět skončil druhý (se ziskem 27,04 % hlasů, vítěz Fernando Henrique Cardoso vyhrál již v prvním kole. Stejně dopadl i v roce 1998 (tentokrát se ziskem 31,7 % hlasů).
V prezidentských volbách v roce 2002 již první kolo vyhrál (získal 46,4 % hlasů), svého soupeře porazil i v druhém kole (tam získal 61,3 % hlasů) a stal se tak prezidentem Brazílie. Jeho sociální politika je pragmatická a umírněně levicová.
V roce 2006 byl znovu zvolen, když zvítězil v prvním (získal 48,61 % hlasů) i druhém (získal 60,83 %) kole prezidentských voleb. O rok později pak prohlásil, že nebude usilovat o změnu ústavy, která by mu umožňovala kandidovat potřetí.
V roce 2021 ohlásil, že bude kandidovat v dalších prezidentských volbách. Dne 2. října 2022 postoupil v prezidentské volbě do druhého kola, kde byl jeho protivníkem stávající prezident Jair Bolsonaro. Lula v 1. kole získal 48,4 % hlasů, Bolsonaro 43,2 % hlasů. V druhém kole Bolsonara těsně porazil, když získal 50,9 % hlasů. Funkce se ujmul v lednu 2023.
Zásluhou jeho vládních opatření se v roce 2023 výrazně zpomalilo odlesňování amazonského pralesa.

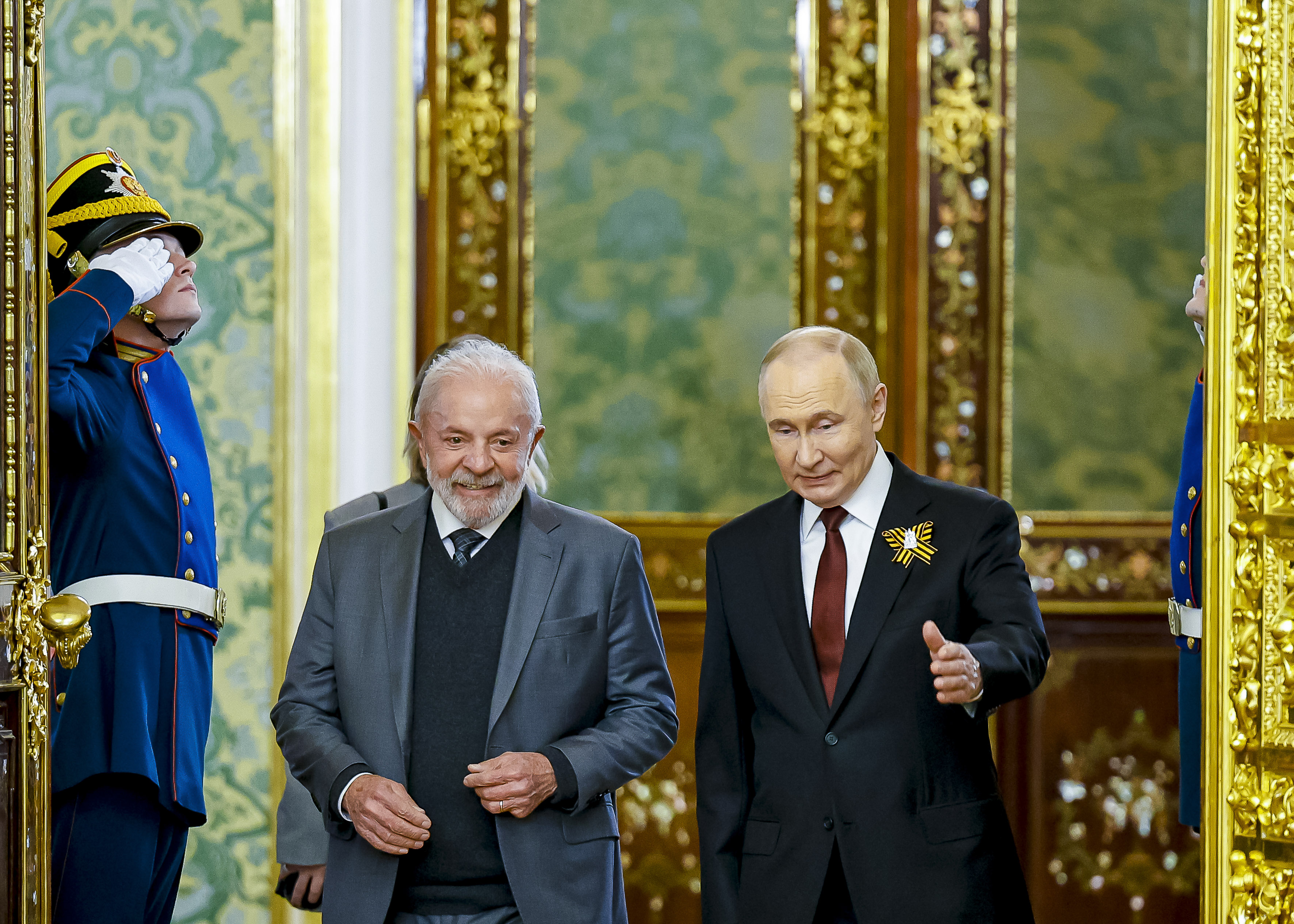
Lula a ruský prezident Vladimir Putin v Kremlu 9. května 2025

V květnu 2025 navštívil Rusko, kde se zúčastnil přehlídky ke Dni vítězství v Moskvě. Při setkání s ruským prezidentem Vladimirem Putinem prohlásil: „Cílem mé dnešní návštěvy je posílit budování našeho strategického partnerství.“ Kritizoval také globální celní politiku amerického prezidenta Donalda Trumpa, která podle Luly vede k podkopávání volného obchodu a ke zhoršování vztahů mezi státy.

## Obvinění z korupce a praní špinavých peněz
V březnu 2016 ho zadržela brazilská policie pro podezření z korupce, provedla u něj domovní prohlídku a podrobila ho výslechu. Vyšetřování se týkalo korupce kolem ropné společnosti Petrobras, jejíž manažeři záměrně předražovali zakázky, přičemž část peněz plynula předním brazilským politikům, včetně vládní Strany práce. Podle policie měl mít konečné slovo při jmenování manažerů firmy Petrobras a byl jednou z hlavních osob, které z těchto zločinů těžily. Dále podle policie existují důkazy, že se Lula obohatil a že peníze přispěly k financování jeho volební kampaně. Podle obžaloby měl dostat úplatky hodnotě 3,7 milionu realů (asi 26 milionů korun) od stavební firmy OAS a to ve formě luxusního bytu ve městě Guarujá.

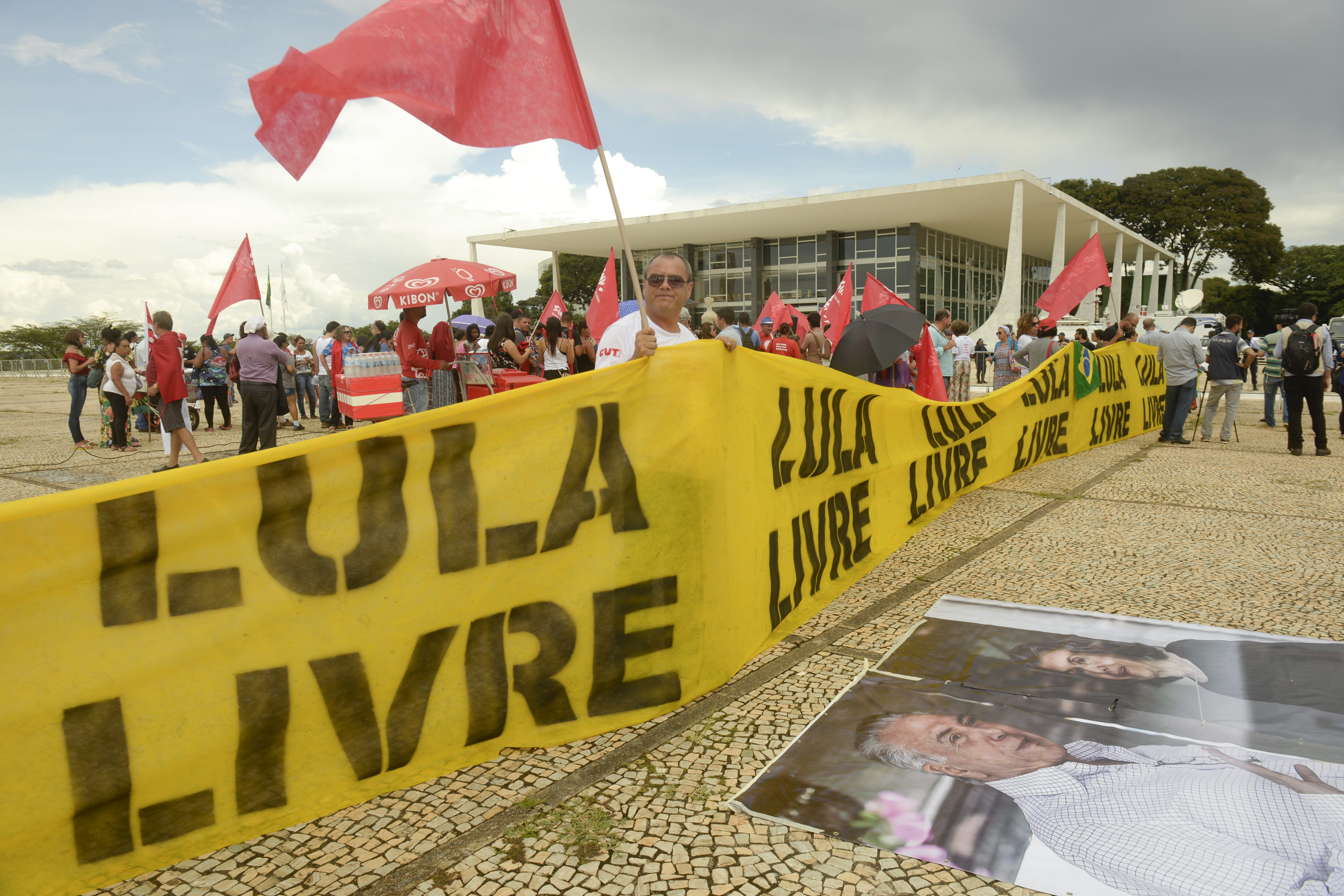
Demonstrace za osvobození Luly

V první polovině července roku 2017 byl Lula nepravomocně odsouzen v první z pěti kauz ke trestu 9,5 roku odnětí svobody za korupci a praní špinavých peněz. V lednu 2018 soud jednomyslně zamítl odvolání da Silvy a zvýšil mu trest z devíti na 12 let.
V roce červnu 2019 se objevily záznamy tajné komunikace soudce v jeho věci, kterým byl Sergio Moro, s žalobci. V této komunikaci Moro žalobce přesvědčoval o vině Luly, kteří o ní měli pochybnosti, zvláště pak o tom, že Lula měl být vlastníkem výše zmíněného luxusního bytu. V reakci na případ vzniklo celosvětové Hnutí za osvobození Luly, které podpořil například Adolfo Pérez Esquivel, argentinský nositel Nobelovy ceny za mír, José Pepe Mujica, bývalý prezident Uruguaye, Danny Glover, herec a velvyslanec dobré vůle OSN či spisovatel a filozof Noam Chomsky.
Dne 8. listopadu 2019 byl Lula z vězení po 580 dnech propuštěn a 8. března 2021 byl Nejvyšším federálním soudem všech obvinění zproštěn s odkazem na to, že soudce Moro byl proti němu zaujatý. Moro byl v letech 2019 až 2020 ministrem spravedlnosti Bolsonarovy vlády.

## Vyznamenání
- velkokříž Řádu svatého Olafa – Norsko, 2003
- velkokříž Norského královského řádu za zásluhy – Norsko, 2003
- velkokříž s diamanty Řádu peruánského slunce – Peru, 2003 – udělil prezident Alejandro Toledo[18]
- Řád knížete Jaroslava Moudrého I. třídy – Ukrajina, 20. října 2003 – udělil prezident Leonid Kučma za významný přínos k rozvoji ukrajinsko-brazilské vztahů[19]
- velkokříž s řetězem Řádu Isabely Katolické – Španělsko, 11. července 2003 – udělil král Juan Carlos I.[20]
- velkokříž s řetězem Řádu svobody – 23. července 2003[21]
- Řád Amílcara Cabrala I. třídy – Kapverdy, 2004[22]
- velkokříž Řádu Boyacá – Kolumbie, 2005 – udělil prezident Álvaro Uribe[23]
- čestný rytíř velkokříže Řádu lázně – Spojené království, 2006[24]
- athir Národního řádu za zásluhy – Alžírsko, 7. února 2006 – udělil prezident Abdelazíz Buteflika[25][26]
- velkokříž s řetězem Řádu andského kondora – Bolívie, 2007[27]
- řádový řetěz Řádu aztéckého orla – Mexiko, 2007[28]
- rytíř Řádu slona – Dánsko, 12. září 2007[29]
- velkokříž Řádu věže a meče – Portugalsko, 5. března 2008[21]
- řetěz Řádu krále Abd al-Azíze – Saúdská Arábie, 2009
- Řád svobody – Ukrajina, 24. listopadu 2009 – udělil prezident Viktor Juščenko za významný přínos k rozvoji ukrajinsko-brazilské spolupráce[30]
- Medaile Amílcara Cabrala – Guinea-Bissau, 2010 – udělil prezident Malam Bacai Sanhá[31]
- Řád Umajjovců I. třídy – Sýrie, 2010 – udělil Bašár al-Asad[32]
- řetěz Řádu zambijského orla – Zambie, 2011[33]
- Řád společníků O. R. Tamba ve zlatě – Jihoafrická republika, 27. dubna 2011 – za jeho mimořádný přínos k prosazování agendy Jihu a k vytvoření spravedlivého systému globálního vládnutí[34]
- velkokříž Národního řádu Beninu – Benin, 23. dubna 2013 – udělil prezident Yayi Boni[35][36]
- velkokříž Řádu rovníkové hvězdy – Gabon[37]
- Řád ghanské hvězdy – Ghana
- velkokříž Řádu Omara Torrijose Herrery – Panama